# Pustertal
Pustertal (Valea Pust) este amplasată în regiunea Tirolul de Sud și Tirolul de Nord în munții Alpi de Sud între orașele Brixen  (ital.: Bressanone) și Lienz. Valea are o orientare pe direcția est-vest. Valea Pust fiind amintită frecent numai partea din Tirolul de Sud, valea este străbătută de o cale ferată.

## Geologia geografia regiunii
Valea delimitează masivele cu structuri petrografice de șisturi, de cele unde predomină gneisurile. Ape curgătoare mai importante care colectează apele din regiune se pot aminti Rienz care parcurge valea în lung și se varsă în Eisack  (ital.: Isarco) afluent al lui Etsch care se varsă în Marea Adriatică. Pe de altă parte sunt unii afluenți  care provin de aici ai Dravei iar aceasta la rândul  se varsă în Dunăre. Altitutinea medie la care se află localitățile de pe vale variază între 750 și 1.180 m, dintre acestea se pot aminti Toblach, Welsberg, Olang, Bruneck în vest,  Innichen, Sillian și Mittewald în partea de est.